# Kampfblock
Unter einem Kampfblock versteht man eine zu einem Festungswerk gehörige Anlage die mit einer besonderen Aufgabe, ähnlich einem einzelnen Kampfbunker, infanteristisch, artilleristisch oder kombiniert zu wirken betraut ist. Kampfblocks sind organisatorisch mit einem Festungswerk verbunden. 
Im Einzelnen gab es in den Werken der Maginotlinie:
- Artilleriekasematten: Bestückt mit Geschützen, die aus Scharten schossen
- Artilleriebunker: Versenkbare Panzerdrehtürme
- Infanteriekasematten: Schartenstände mit schweren Maschinengewehren und Panzerabwehrgeschützen.
- Infanteriebunker: versenkbare Maschinengewehrdrehtürme
- Beobachtungsbunker: mit Beobachtungskuppeln ausgestattet
- Kombinierte Blocks: Bunker oder Kasematten mit mehreren Funktionen, zum Beispiel Artillerie- und Beobachtungsbunker oder Artillerie- und Infanteriebunker in einem.

siehe auch Fachbegriffe Festungsbau